# Ritratto di Paolo III con i nipoti Alessandro e Ottavio Farnese
Il Ritratto di Paolo III con i nipoti Alessandro e Ottavio Farnese è un dipinto a olio su tela (202×176 cm) realizzato nel 1546 da Tiziano Vecellio e conservato al Museo nazionale di Capodimonte di Napoli.
Si tratta di uno dei più straordinari dipinti sulla ritrattistica di tutti i tempi, tra i capolavori più riconosciuti del pittore veneziano.

## Storia
Non ci sono documenti certi che attestino il momento puntuale in cui avvennero la commissione e l'esecuzione dell'opera: tuttavia, dalle informazioni giunte sino ai giorni moderni, è possibile delineare un quadro d'insieme in cui queste possano essere state definite.

Tiziano fu chiamato in terra emiliana per la prima volta al servizio della famiglia Farnese intorno al 1543, dove gli fu commissionato dal cardinale Alessandro il Giovane, suo diretto interlocutore, il Ritratto di papa Paolo III. Successivamente, riscosso il dovuto successo per l'opera realizzata, il maestro veneziano fu chiamato nel 1545 a Roma, dove soggiornò alcuni mesi, dalla stessa casa pontificia per ulteriori commesse, tra cui per l'appunto anche il Ritratto del papa con i nipoti.

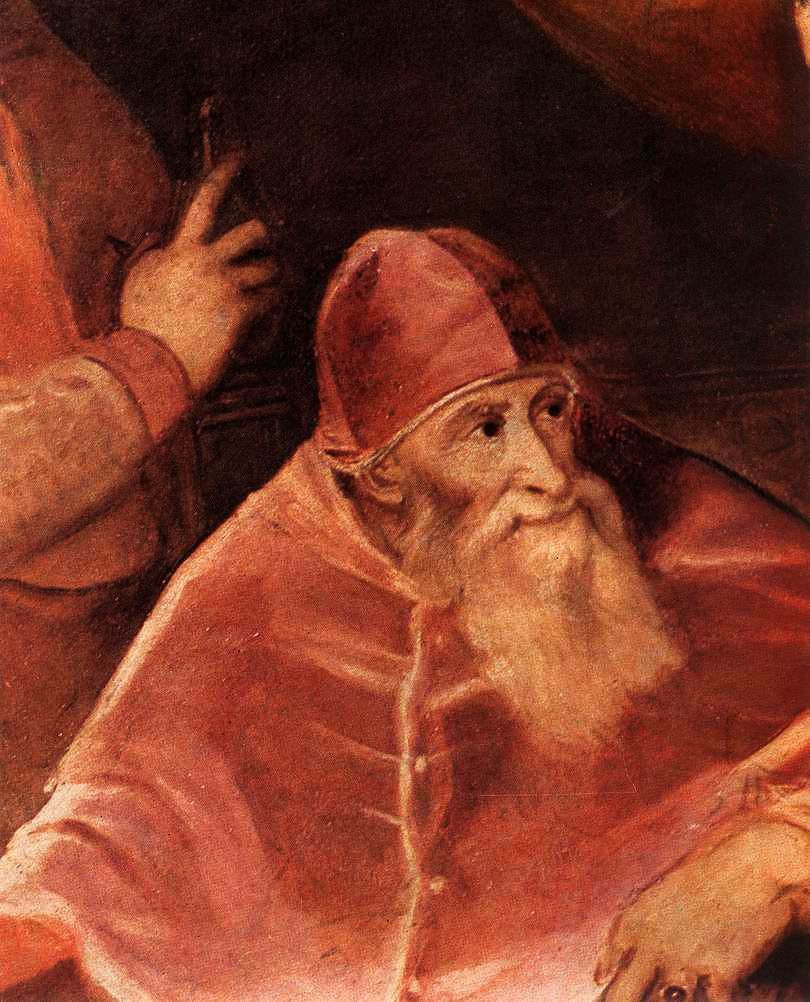
Dettaglio di Paolo III

Seppur il dipinto non fu completato da Tiziano, rimanendo privo di cornice e senza l'ultimo passaggio di colore da stendere sulla tela, Giorgio Vasari, nel suo celebre Le vite, sostiene che il ritratto del papa Paolo III era così apprezzato che molte persone nel passargli davanti si prostravano, credendolo il papa in persona.
(Giorgio Vasari, Le vite de' più eccellenti pittori, scultori e architettori)
Sin dal principio la tela non riscosse particolare successo negli ambienti romani, causa probabilmente anche la figura di Ottavio, presente nella scena, che era poco stimata dalla famiglia Farnese: dopo aver tentato persino di uccidere il proprio padre, egli si imparenterà con la famiglia di Carlo V, i cui rapporti diplomatici con i Farnese non erano lodevoli, sposandone la figlia Margherita d'Austria. Tra le poche figure che ne apprezzarono la stesura si registra Antoon van Dyck che ebbe modo di vederla intorno agli anni venti e che la copierà facendone un disegno oggi conservato al British Museum di Londra. Nella metà del XVII secolo il quadro, assieme a quelli più prestigiosi presenti nel palazzo Farnese di Roma, viene trasferito nelle dimore di famiglia del ducato di Parma e Piacenza, prima nel palazzo del Giardino e poi in quello della Pilotta. In Emilia il dipinto perde l'identificazione dei personaggi ritratti, scambiando la figura di Ottavio con quella di Pier Luigi Farnese.
Estinta la dinastia maschile dei duchi Farnese, il dipinto fu trasferito intorno al 1734 assieme a tutta la collezione Farnese, ereditata dapprima da Elisabetta Farnese e poi subito dopo dal figlio Carlo di Borbone, a Napoli, trovando ampi consensi e apprezzamenti dagli storici del tempo, come Charles de Brosses, Johann Joachim Winckelmann, il marchese de Sade e Tommaso Puccini. Durante il decennio francese la tela fu trasferita per motivi di sicurezza in Sicilia da Ferdinando di Borbone, dov'era anch'egli in fuga, assieme alla Danae, alla Maddalena penitente e al Ritratto di Paolo III, tutte e tre sempre di Tiziano, per poi fare ritorno definitivo a Napoli nel 1815, in occasione della restaurazione borbonica.

## Descrizione e stile
Ispirato chiaramente al quadro di Raffaello Sanzio del Ritratto di Leone X con i cardinali Giulio de' Medici e Luigi de' Rossi, l'opera è una fotografia impietosa da parte di Tiziano della controversa politica nepotistica dei pontefici di quel tempo. La scena ritrae il vecchio papa Paolo III, settantasettenne, assiso su una sedia, con il nipote Ottavio, inchinato come fosse in procinto di dover attendere un comando o un richiamo; dietro c'è invece l'altro nipote, Alessandro, in posa ufficiale con l'abito cardinalizio.
Il ritratto, oltre a rappresentare in maniera celata quelle che erano le trame e gli intrighi di casa Farnese, mette in evidenza anche i caratteri attraverso le pose e i gesti i caratteri psicologici dei tre soggetti raffigurati. Il papa, curvo, appare debole e malaticcio, ma comunque non privo d'energia, come mostrano sia l'ossuta mano sinistra che stringe il bracciolo della sedia, su cui rimane ancorato, lasciando intendere che non vuole lasciare il potere conferitogli, sia gli occhi vivi e attenti, che si concretizzano con la mano destra che si nasconde dietro al tavolo, quasi a voler celare qualcosa o una "mossa" spiazzante che ha in atto per Ottavio, mentre con lo sguardo sembra voler anticipare il rimprovero che sta per avviare proprio verso il nipote. Quest'ultimo, personalità subdola e ambigua, viene raffigurato nell'atto d'inchinarsi per dovere formale dinanzi al pontefice, pronto a sentire le sue parole. Il cardinale Alessandro, invece, viene raffigurato con una mano ben salda sulla sedia papale e lo sguardo rivolto verso l'osservatore, dando l'impressione che non stia partecipando al colloquio tra gli altri due personaggi.
Lo sfondo e la tovaglia sono scuri e l'uso di colori pastosi e di pennellate poco definite, perché rapide ed abbozzate, lascia un senso di oppressione e di tetraggine alla composizione. Si riscontra nella cromia una netta predominanza dell'uso del rosso/scarlatto, delle quali si distinguono almeno quattro tonalità diverse (quella del tavolo, dell'abito di Alessandro, del papa e della tenda) nonché una rara capacità di introspezione psicologica dei personaggi, che daranno modo alla critica successiva di utilizzare come termine di confronto di questi ultimi elementi le opere shakespeariane.
Nella figura del nipote Ottavio, di cui è caratteristico il naso adunco, è evidente il richiamo alla posa del discobolo, caratteristica del manierismo nota come figura serpentinata. Una copia antica della tela, per la porzione riguardante la figura di Alessandro, è nella Galleria Corsini di Roma.

## Galleria d'immagini

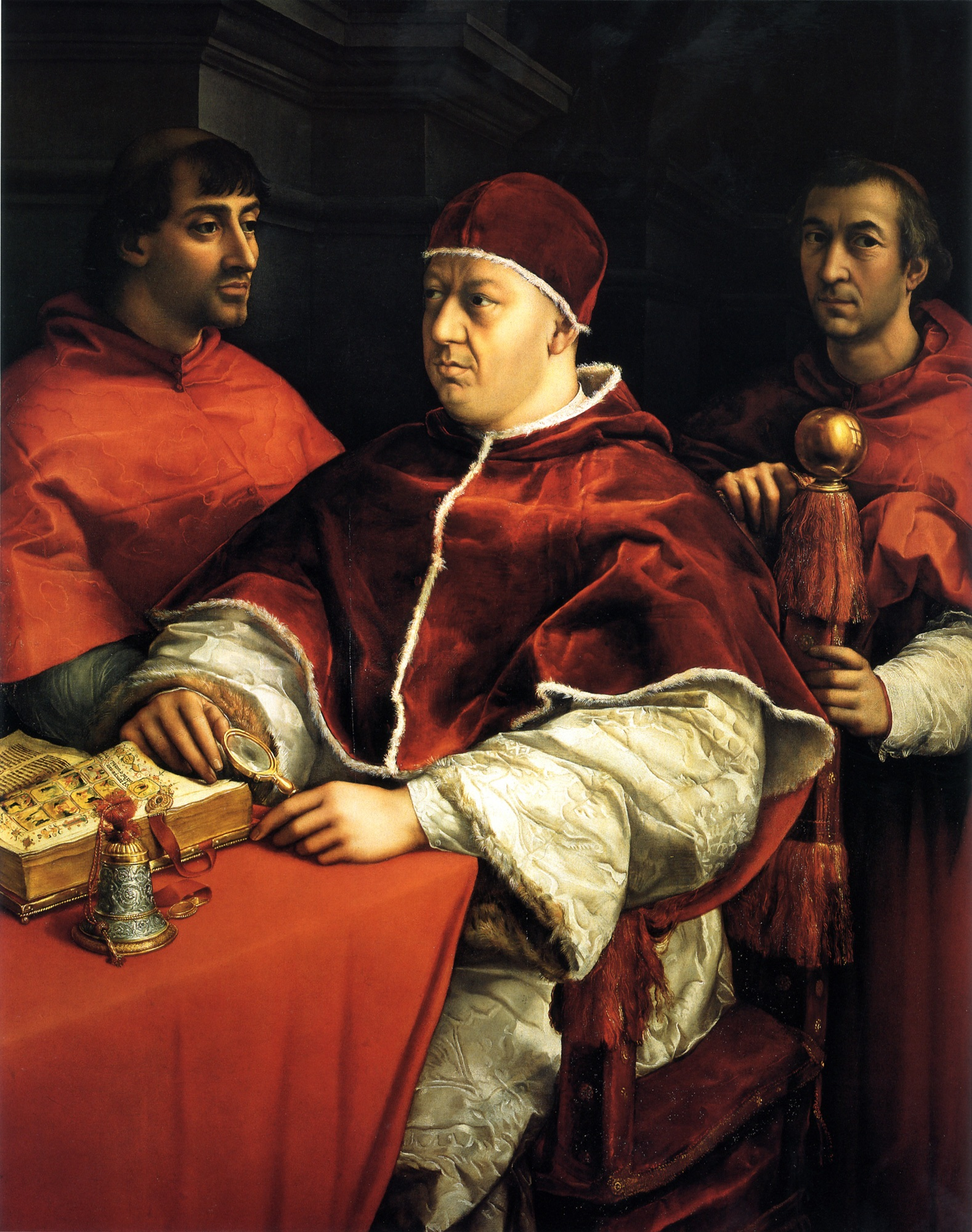
Ritratto di Leone X con i cardinali Giulio de' Medici e Luigi de' Rossi (1518), Raffaello - Galleria degli Uffizi, Firenze.
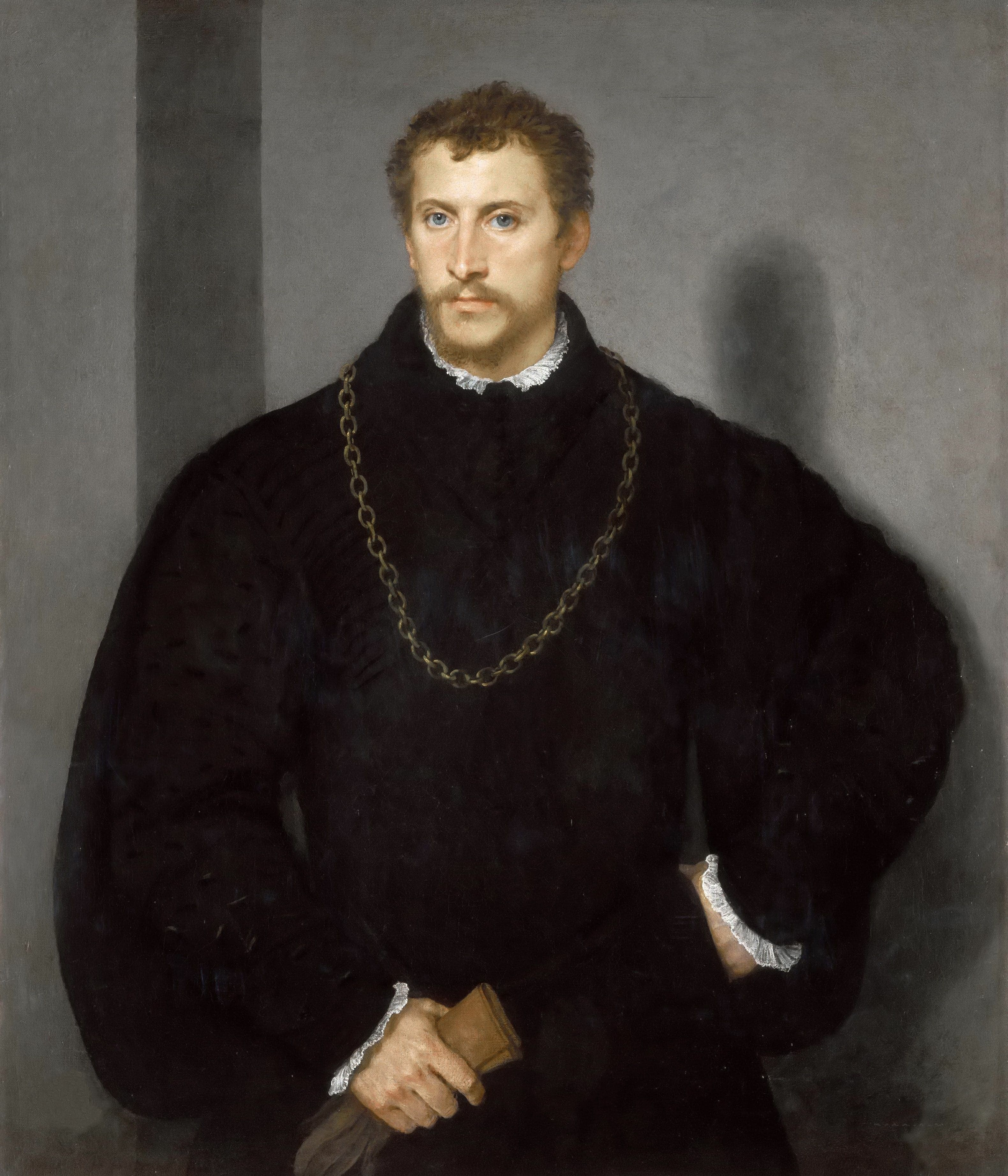
(Presunto) Ritratto del duca Ottavio Farnese (1540), Tiziano - Galleria Palatina di palazzo Pitti, Firenze.
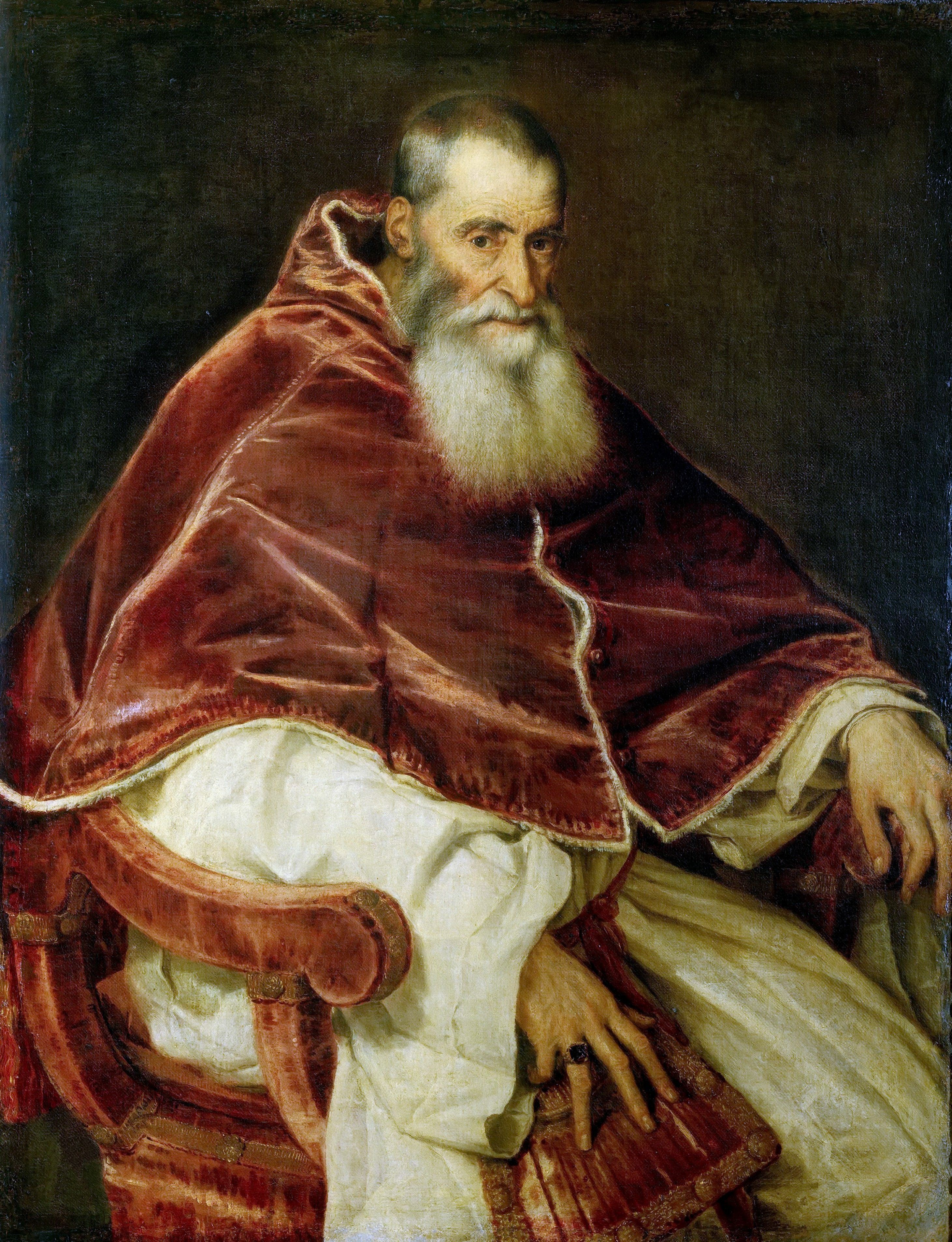
Ritratto di Paolo III (1543), Tiziano - Museo di Capodimonte, Napoli.
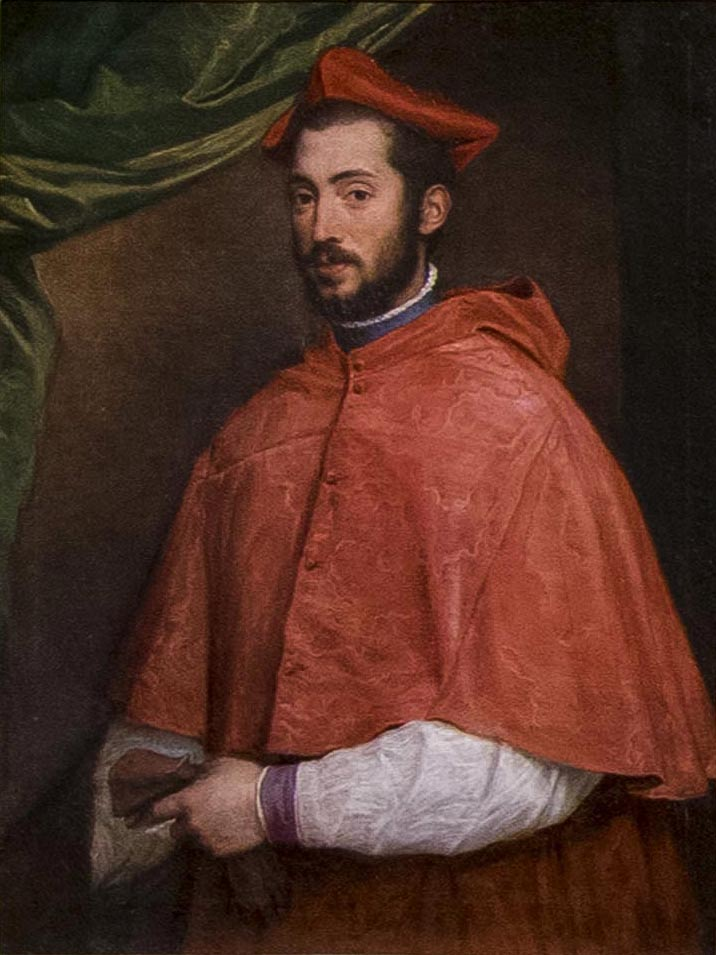
Ritratto del cardinale Alessandro Farnese (1546), Tiziano - Museo di Capodimonte, Napoli.